# Eurytoma nova
Eurytoma nova är en stekelart som beskrevs av Zerova 2001. Eurytoma nova ingår i släktet Eurytoma och familjen kragglanssteklar.
Artens utbredningsområde är Ukraina. Inga underarter finns listade i Catalogue of Life.